# Bukówek (Środa Śląska)
Bukówek (deutsch Buchwald) ist ein Dorf der Stadt- und Landgemeinde Środa Śląska (Neumarkt in Schlesien) im Powiat Średzki der Woiwodschaft Niederschlesien in Polen.

## Sehenswürdigkeiten
- Die römisch-katholische St.-Georgs-Kirche (Kościół pw. św. Jerzego) ist eine spätgotische Saalkirche vom Anfang des 16. Jahrhunderts, umgebaut im 18. Jahrhundert und danach mehrfach renoviert,  zuletzt 1983.[1]
- Die evangelische Dreifaltigkeits-Kirche stammt aus dem Jahre 1871.

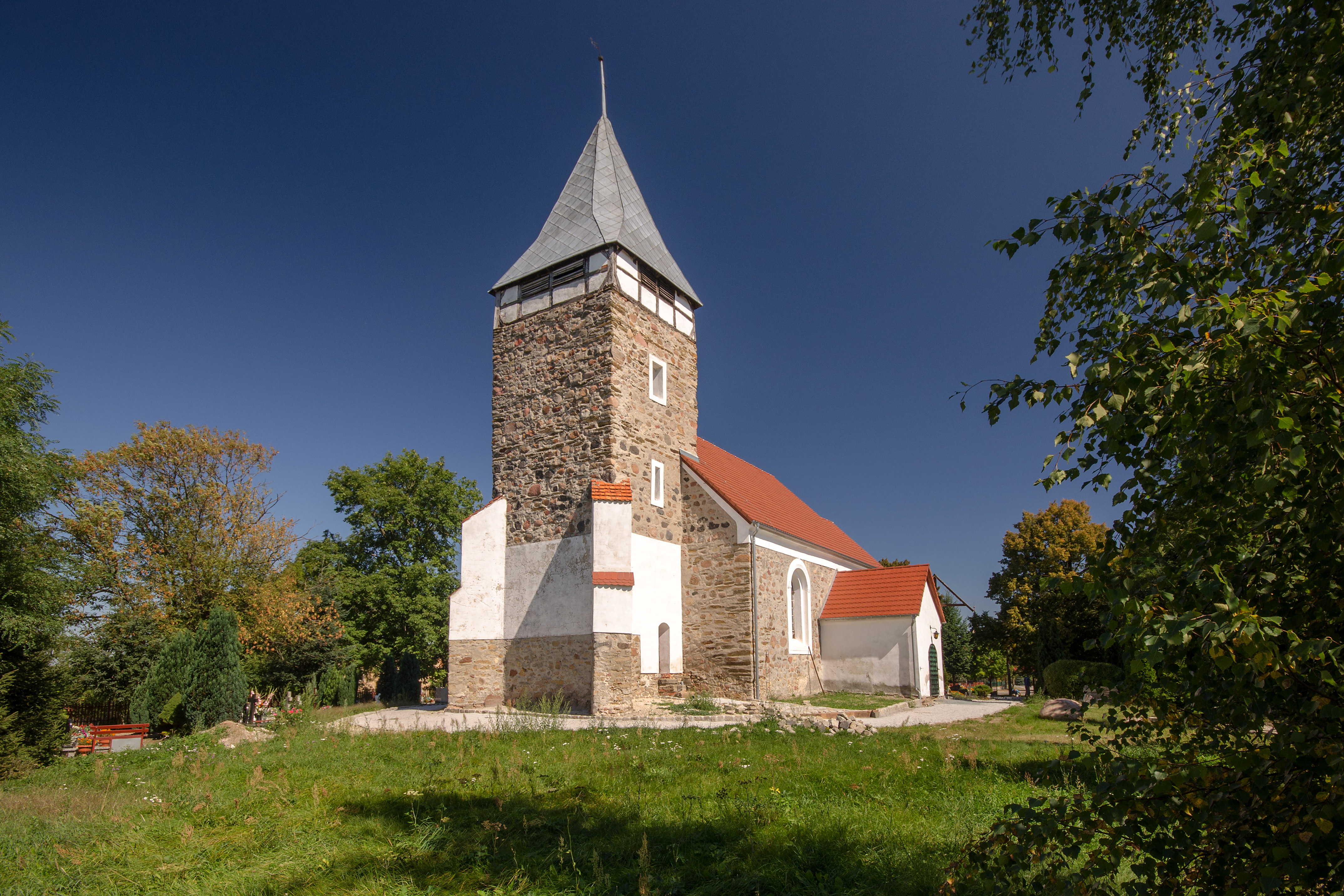
St.-Georgs-Kirche
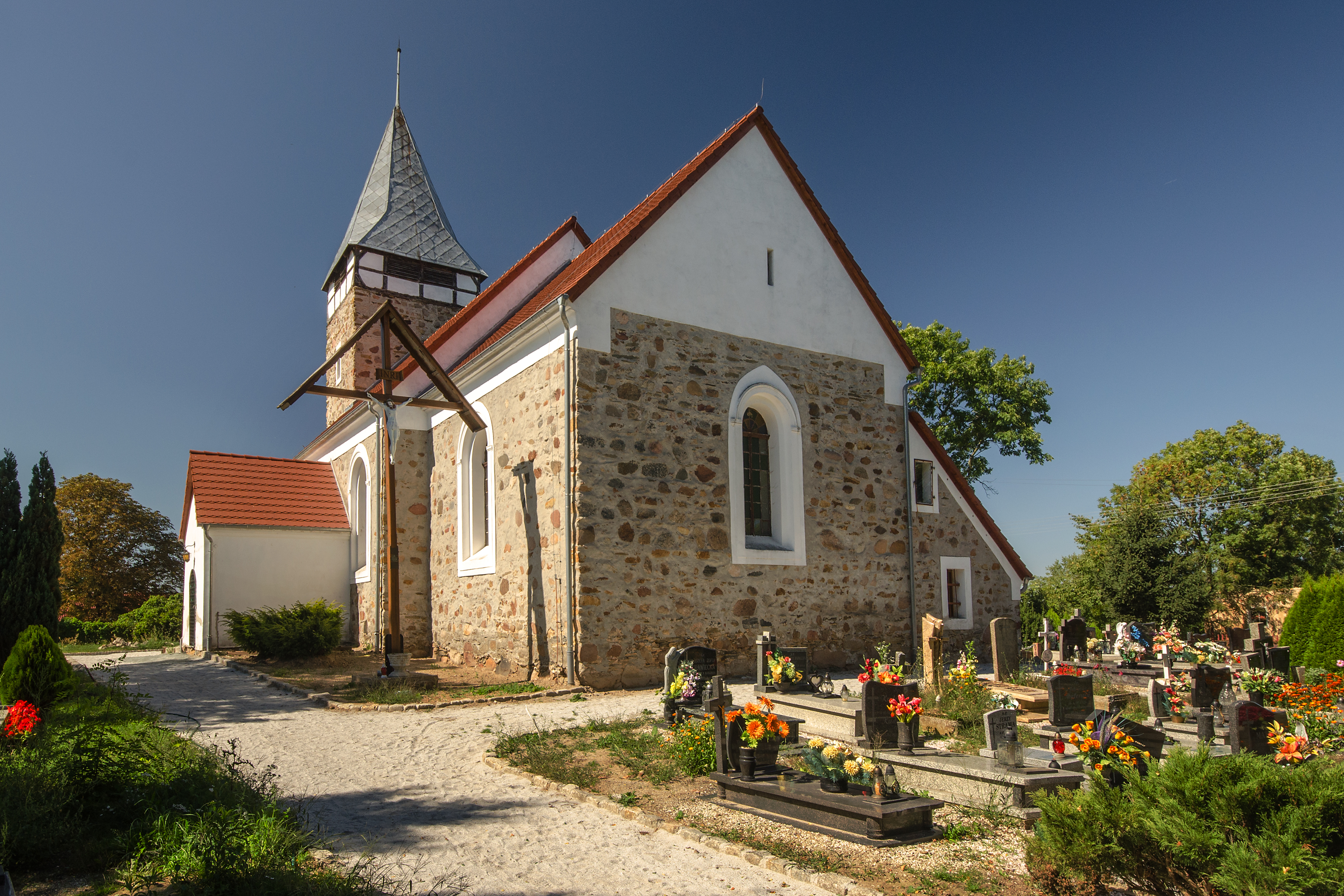
St. Georg mit Friedhof
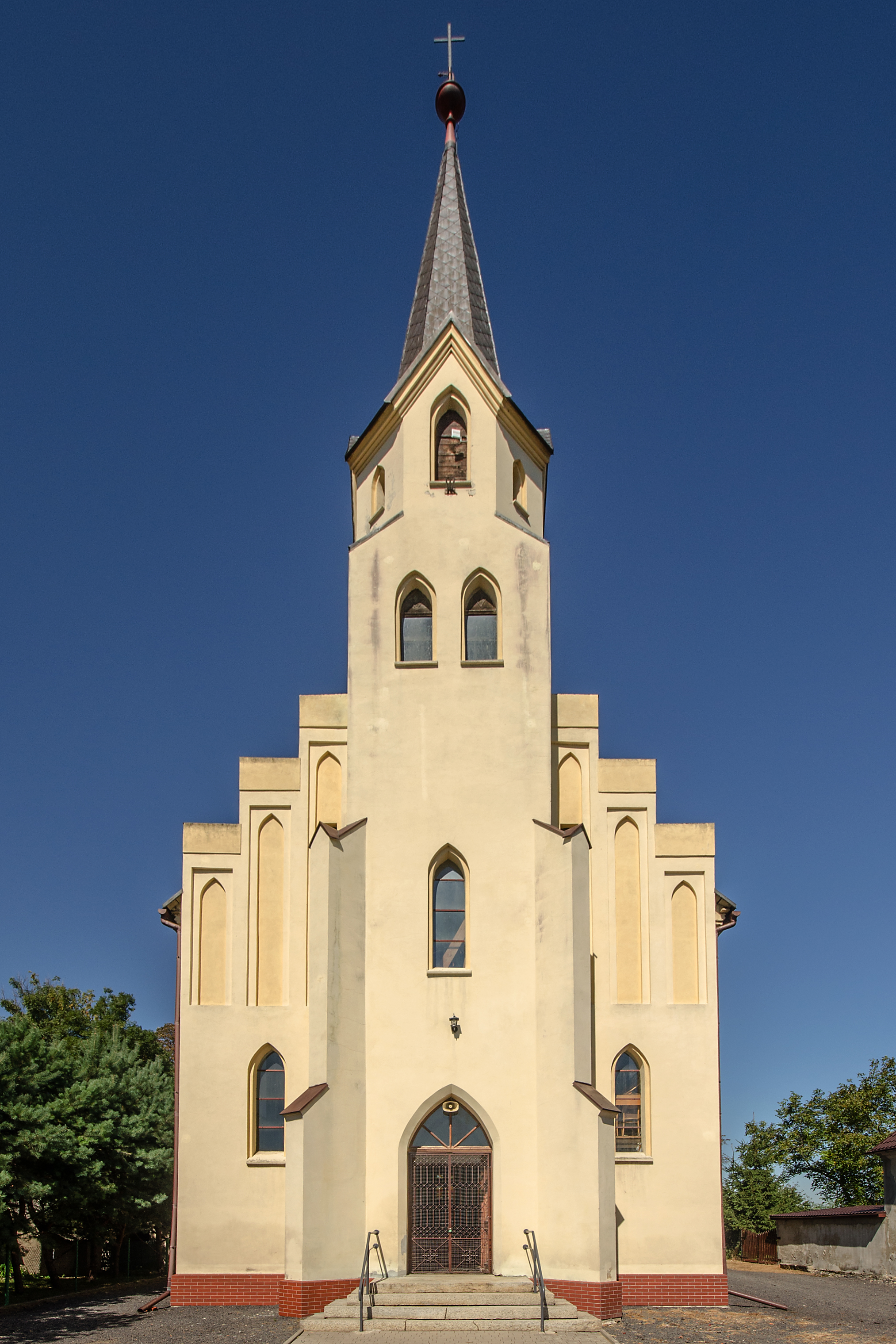
Dreifaltigkeitskirche
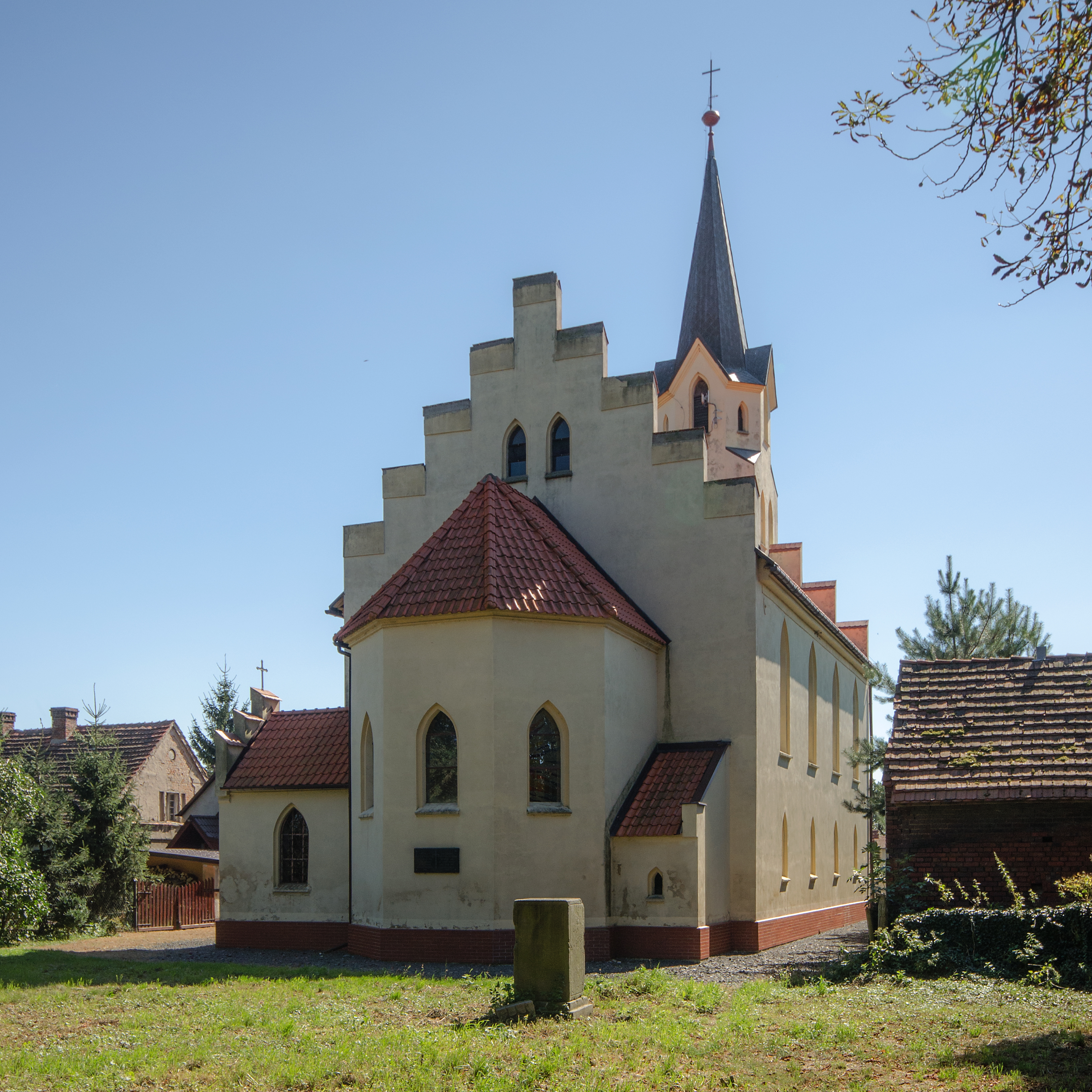
Langhaus und Apsis